# Głośmy dobrą nowinę!
Głośmy dobrą nowinę! – ogólnoświatowa seria trzydniowych kongresów (dużych spotkań religijnych), zorganizowanych przez Świadków Jehowy w roku 2024.
Kongresy rozpoczęły się w maju 2024 roku na półkuli północnej, a zakończyły się w grudniu 2024 roku na półkuli południowej. W trakcie tej serii zorganizowano 15 kongresów specjalnych o zasięgu międzynarodowym w 13 krajach świata oraz około 6000 kongresów regionalnych w przeszło 200 krajach.
Temat kongresu został oparty na biblijnym 1 liście do Koryntian 9:16: „Jeśli głoszę dobrą nowinę, nie jest to dla mnie powód do dumy, bo to mój obowiązek. Biada mi, gdybym nie głosił dobrej nowiny!” (NW).

## Kongresy specjalne
W ramach serii zorganizowano 15 kongresów specjalnych w 13 krajach: w Bułgarii (Sofia); w Chile (Santiago, 2 kongresy); w Czechach (Praga); w Dominikanie (Santo Domingo); na Fidżi (Suva); w Finlandii: (Helsinki); we Francji (Lyon); na Gwadelupie (Baie-Mahault); w Islandii (Reykjavík); w Paragwaju (Asunción); w Stanach Zjednoczonych (Filadelfia i Tampa); w Szwajcarii (Zurych); na Węgrzech (Budapeszt). Były to pierwsze kongresy specjalne po pandemii COVID-19, która w 2020 roku wymusiła zawieszenie ich organizowania.

### Kongres specjalny w Bułgarii
9–11 sierpnia; Arena Armeec Sofia, Sofia. Program w językach: bułgarskim, bułgarskim migowym, angielskim, romskim (dialekt bułgarski) i rosyjskim. Zagraniczne delegacje m.in. z Grecji, Hiszpanii, Kanady, Macedonii Północnej, Rumunii, Stanów Zjednoczonych, Ukrainy i Wielkiej Brytanii. 11 sierpnia Mark Sanderson z Ciała Kierowniczego, ogłosił wydanie zrewidowanej wersji Ewangelii według Mateusza, Marka i Łukasza w języku bułgarskim.

### Kongresy specjalne w Chile
27–29 września; Santiago (I); Sala Zgromadzeń. Program w językach: angielskim i hiszpańskim. Delegacje zagraniczne m.in. z Ameryki Środkowej, x Argentyny, z Dominikany, z Ekwadoru, z Izraela, z Kolumbii, z Korei Południowej, z Mikronezji, z Paragwaju, ze Stanów Zjednoczonych oraz z Trynidadu i Tobago.
18–20 października; Santiago (II); Sala Zgromadzeń. Program w językach: angielskim i hiszpańskim. Delegacje zagraniczne m.in. z Ameryki Środkowej, z Dominikany, z Ekwadoru, z Hiszpanii, z Indii, z Kolumbii, z Kuby, z Mikronezji, z Paragwaju, z Peru, z Południowej Afryki, ze Stanów Zjednoczonych, z Tahiti, z Tajlandii, z Wenezueli, z Węgier i z Wielkiej Brytanii. Liczba obecnych wyniosła 9140 (w tym 2397 delegatów z 16 krajów), ochrzczono 59 osób.
W tych dwóch kongresach specjalnych udział wzięło również ponad 4700 delegatów z 21 krajów. Łączna liczba obecnych wyniosła ponad 17 tysięcy osób, a ochrzczono 123 osoby.

### Kongres specjalny w Czechach
5–7 lipca; Praga; O2 Arena. Program w językach: czeskim, angielskim, rosyjskim i ukraińskim. Zagraniczni delegaci m.in. z Austrii, Belgii, Finlandii, Holandii, Luksemburga, Korei Południowej, Niemiec, Mołdawii, Peru, Stanów Zjednoczonych, Szwajcarii i Węgier. Ponad 15 tysięcy obecnych, 115 osób zostało ochrzczonych.

### Kongres specjalny w Dominikanie
6–8 września; Santo Domingo; San Souci. Program w językach: angielskim i hiszpańskim. Zagraniczne delegacje m.in. z Brazylii, Finlandii, Haiti, Kazachstanu, Kolumbii, Meksyku, Portugalii, Stanów Zjednoczonych, Surinamu oraz Włoch.

### Kongres specjalny na Fidżi
16–18 sierpnia; Suwa (Vodafone Arena). Program w językach: angielskim i fidżyjskim. Zaproszono ponad 800 zagranicznych delegatów z całego świata, m.in. z Australii, z Filipin, z Hongkongu, z Indonezji, z Malezji, z Mikronezji, z Nowej Kaledonii, z Papui-Nowej Gwinei, ze Stanów Zjednoczonych, z Tahiti oraz z Wysp Salomona. Kongres został oceniony jako największa konferencja na Fidźi w 2024 roku. Minister turystyki i wicepremier Viliame Gavoka ocenił, że przyjazd tak dużej liczby delegatów z zagranicy przyniesie lokalnej gospodarce co najmniej 7 milionów dolarów dochodu, w szczególności dla sektora hotelarskiego. Pięć dużych hoteli, które miały przyjąć delegatów, już w maju 2024 roku poinformowały, że mają 100% potwierdzonych rezerwacji dla 823 zaproszonych gości.

### Kongres specjalny w Finlandii
21–23 czerwca; Helsinki; Messukeskus. Program w językach: angielskim, fińskim, fińskim migowym, rosyjskim i szwedzkim. Zagraniczne delegacje m.in. z Armenii, Australii, Czech, Danii, Grecji, Gruzji, Norwegii, Polski, Słowacji, Stanów Zjednoczonych, Szwecji i Wenezueli.

### Kongres specjalny we Francji
16–18 sierpnia; Lyon, centrum kongresowe Eurexpo. Program w językach: angielskim, francuskim, rosyjskim i portugalskim. Zaplanowano udział ponad 23 tys. osób, w tym około 3000 zagranicznych delegatów z co najmniej 11 krajów, m.in. z Australii, z Argentyny, z Belgii, z Japonii, z Kanady, z Kenii, z Madagaskaru, z Niemiec, ze Stanów Zjednoczonych i z Włoch.

### Kongres specjalny na Gwadelupie
7–9 czerwca; welodrom Amédée Détraux w Baie-Mahault. Zaproszono blisko 1600 delegatów z zagranicy, z co najmniej 11 krajów (głównie z Argentyny, Niemiec i Stanów Zjednoczonych). Program przedstawiono w języku angielskim, francuskim, hiszpańskim i w miejscowym języku kreolskim. Liczba obecnych wyniosła 8602 osoby, a 74 zostały ochrzczone. Ciało Kierownicze Świadków Jehowy reprezentował Jeffrey Winder. Ogłoszono wydanie ksiąg biblijnych Mateusza i Marka w Przekładzie Nowego Świata w języku kreolskim (dialekcie gwadelupskim).

### Kongres specjalny w Islandii
28–30 czerwca; Reykjavík; Laugardalshöllin. Program w językach: angielskim i islandzkim. Zagraniczne delegacje m.in. z Belgii, Francji, Japonii, Kanady, Polski i Stanów Zjednoczonych. Liczba obecnych wyniosła 1312 osób. W pierwszym dniu kongresu David Splane, członek Ciała Kierowniczego, ogłosił wydanie Pisma Świętego w Przekładzie Nowego Świata w języku islandzkim.

### Kongres specjalny w Paragwaju
30 sierpnia–1 września; Asunción; Estadio General Pablo Rojas. Program w językach: angielskim, hiszpańskim, guarani, portugalskim (Brazylia) i paragwajskim migowym. Przybyło prawie 2000 zagranicznych delegatów, głównie z Argentyny, z Brazylii, z Chile, z Hiszpanii, z Japonii, z Kolumbii, ze Stanów Zjednoczonych i z Wielkiej Brytanii. Liczba obecnych wyniosła 28 617, 293 osób zostało ochrzczonych.

### Kongresy specjalne w Stanach Zjednoczonych
2–4 sierpnia; Filadelfia, Wells Fargo Center. Program w języku angielskim. Ponad 3300 delegatów z 28 krajów m.in. z Ameryki Centralnej, Austrii, Chile, Czech, Danii, Filipin, Francji, Grecji, Holandii, Hongkongu, Izraela, Japonii, Kanady, Luksemburga, Niemiec, Norwegii, Polski, Południowej Afryki, Słowacji, Szwajcarii, Szwecji, Tajwanu, Ukrainy, Wielkiej Brytanii i Włoch.
30 sierpnia–1 września; Tampa, Amalia Arena. Program w języku angielskim. Zagraniczne delegacje m.in. z Brazylii, Bułgarii, Chorwacji, Ekwadoru, Fidżi, Finlandii, Francji, Hiszpanii, Indii, Japonii, Korei Południowej, Kuby, Luksemburga, Niemiec, Portugalii, Tajlandii, Trynidadu i Tobago, Szwajcarii, Wielkiej Brytanii i Włoch.

### Kongres specjalny w Szwajcarii
19–21 lipca; Zurych; Letzigrund Stadion. Program w językach: angielskim, niemieckim (Szwajcaria) i włoskim. Zagraniczne delegacje m.in. z Australii, Austrii, Chorwacji, Francji, Luksemburga, Niemiec, Serbii, Stanów Zjednoczonych, Tajwanu, Trynidadu i Tobago, Ukrainy i Włoch.

### Kongres specjalny na Węgrzech
5–7 lipca; Budapeszt; Groupama Aréna i MVM Dome. Program w językach: angielskim, węgierskim i węgierskim migowym. Zagraniczne delegacje m.in. z Albanii, Bułgarii, Chorwacji, Finlandii, Gruzji, Japonii, Polski, Rumunii, Serbii, Słowenii, Stanów Zjednoczonych i Turcji. Liczba obecnych wyniosła 24 793 osób.

## Kongresy regionalne na świecie

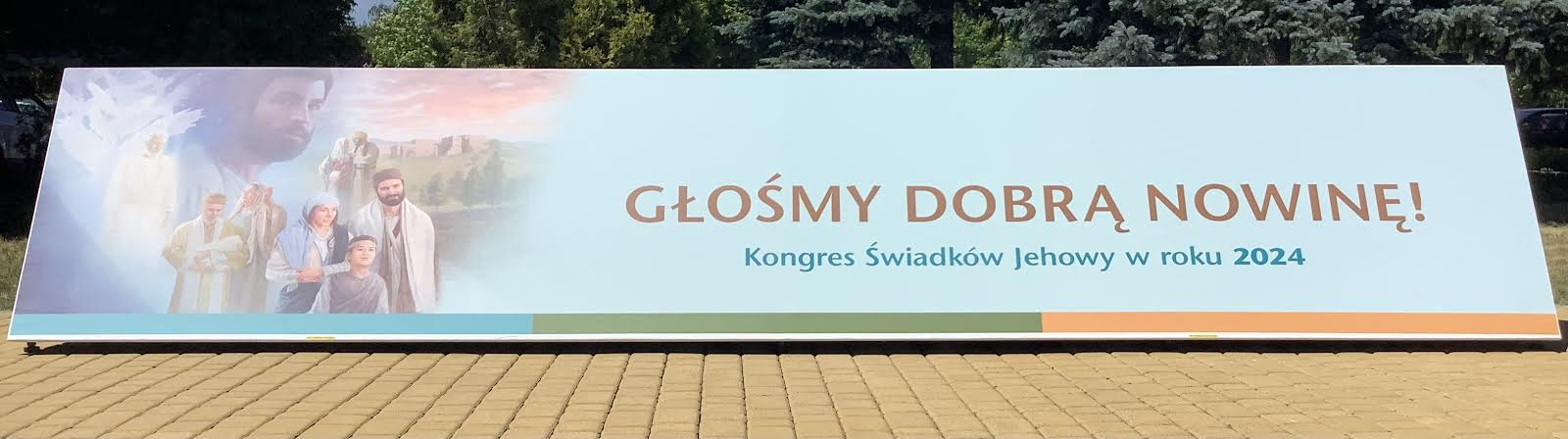
Hasło kongresowe (Sosnowiec)

Kongresy regionalne zorganizowano w ponad 200 krajach.

### Angola
28 czerwca podczas kongresu regionalnego w Menongue, Johannes De Jager, członek Komitetu Oddziału w Angoli, ogłosił wydanie Ewangelii Mateusza i Łukasza oraz Dziejów Apostolskich w Przekładzie Nowego Świata w języku ngangeli. 2 sierpnia podczas kongresu regionalnego w Kabindzie, Carlos Hortelão z Komitetu Oddziału w Angoli ogłosił wydanie Chrześcijańskich Pism Greckich w Przekładzie Nowego Świata w języku ibinda. Programu wysłuchało łącznie 953 obecnych. To pierwsze tłumaczenie Biblii w tym języku.

### Armenia
28 czerwca na kongresie regionalnym w okolicy Erywania, Geoffrey Jackson, członek Ciała Kierowniczego, ogłosił wydanie zrewidowanego Pisma Świętego w Przekładzie Nowego Świata w języku ormiańskim. W kongresie udział wzięło 6155 osób.

### Benin
16 sierpnia podczas kongresu regionalnego w Djakotomey, Bois Sylvain z Komitetu Oddziału Afryka Zachodnia ogłosił wydanie Ewangelii według Mateusza i Ewangelii według Marka w języku aja. Z programy skorzystało 631 obecnych, a w trybie wideokonferencji — kolejnych 435 osób w Sali Zgromadzeń w Abomey-Calavi.

### Filipiny
Na Filipinach w 2024 roku zorganizowano 186 kongresów, które odbyły się w ponad 100 miejscach, w co najmniej 13 językach (aklanon, angielskim, cebuańskim, chavacano, filipińskim języku migowym, hiligaynon, ibanag, iloko, itawis, kankanaëy, pangasinan, tagalskim i warajskim). Oczekiwano, że ponad 45 000 uczestników korzystających w ciągu weekendów od 26 lipca do 1 września z Metro Manila Assembly Hall w Quezon City spowoduje ożywienie gospodarki dzięki wydatkom w hotelach, sklepach i restauracjach.

### Gwatemala
19 lipca na kongresie regionalnym w mieście San Lucas Sacatepéquez, José Torres z Komitetu Oddziału Ameryka Centralna ogłosił wydanie Biblii — Ewangelii według Mateusza w języku kicze.

### Malawi
5 lipca na kongresie regionalnym w Lilongwe, Colin Carson z Komitetu Oddziału w Malawi ogłosił wydanie Chrześcijańskich Pism Greckich w Przekładzie Nowego Świata w malawijskim języku migowym.

### Meksyk
20 września podczas kongresu regionalnego w Chilpancingo w stanie Guerrero, Lázaro González z Komitetu Oddziału Ameryka Centralna ogłosił wydanie Biblii — Ewangelii według Mateusza, Marka, Łukasza i Jana w języku nahuatl (Guerrero). Uczestniczyło w nim 769 osób. Ponadto w programie w trybie wideokonferencji uczestniczyły 742 osoby obecne na kongresie regionalnym w Tlapie de Comonfort.

### Nowa Kaledonia
30 sierpnia podczas kongresu regionalnego w Numei, Martin Décousus z Komitetu Oddziału w Nowej Kaledonii ogłosił wydanie Pisma Świętego w Przekładzie Nowego Świata w języku walisjańskim. Z programu za pomocą wideokonferencji skorzystali też obecni w Mala’e na wyspie Wallis (w Wallis i Futuna). Łącznie obecnych było 317 osób.

### Polska
W Polsce zorganizowano 32 kongresy w 19 miastach, w 5 językach: polskim, angielskim, rosyjskim (trzy), ukraińskim (trzy) i polskim migowym, na których obecne były 116 472 osoby, 697 zostało ochrzczonych.
- Białystok, Stadion Miejski: 5–7 lipca[33][34]. Ponad 2800 obecnych, 23 osoby przyjęły chrzest[35][36]. Uczestniczyły w nim zbory z całego województwa podlaskiego oraz ze wschodniej części województwa warmińsko-mazurskiego, a także z Ostrołęki i Ostrowi Mazowieckiej[37][38][39][40][41][42][43].

- Gdańsk, Polsat Plus Arena Gdańsk: 28–30 czerwca[44][45][46][47].

- Kielce, Targi Kielce: 5–7 lipca[48][49][50]. Blisko 3 tysiące obecnych, 18 osób przyjęło chrzest[51][52][53].

- Koszalin, Hala Widowiskowo-Sportowa: 28–30 czerwca[54]

- Lublin, Arena Lublin: 28–30 lipca[55][56][57][58][59][60][61]. Około 7 tysięcy obecnych[62][63], 54 osoby zostały ochrzczone[64][65].

- Łódź, Atlas Arena: 5–7 lipca[66][67]. Ponad 7 tysięcy obecnych, 37 osób zostało ochrzczonych[68][69][70].

- Malbork, Sala Zgromadzeń Świadków Jehowy: 2–4 sierpnia (program w języku rosyjskim) oraz 9–11 sierpnia (program w języku ukraińskim).

- Olsztyn, Hala Urania: 19–21 lipca[71][72][73]. Uczestniczyły w nim zbory z województwa warmińsko-mazurskiego (oprócz zborów ze wschodniej części województwa) oraz z Chorzel i Mławy. Ponad 3200 obecnych, 19 osób zostało ochrzczonych[74][75][76][77].

- Opole, Stegu Arena: 12–14 lipca[78].

- Ostrów Wielkopolski, 3MK Arena: 19–21 lipca[79][80][81]. Ponad 2500 obecnych, 23 osoby zostały ochrzczone[82].

- Poznań, Międzynarodowe Targi Poznańskie: 28–30 czerwca[83][84][85][86]. Prawie 8 tysięcy obecnych[87][88][89][90][91][92], 25 osób zostało ochrzczonych[93][94][95].

- Rzeszów, Hala Podpromie: 19–21 lipca[96][97][98]. Uczestniczyły w nim zbory z województwa podkarpackiego i ze wschodnich krańców województwa małopolskiego. Ponad 3400 obecnych, 15 osób zostało ochrzczonych[99][100].

- Sosnowiec, Centrum Kongresowe Świadków Jehowy: siedem kongresów regionalnych[101][102][103][104]. W serii kongresów w Sosnowcu uczestniczyło ponad 27 tysięcy osób[105], 197 osób zostało ochrzczonych[106][107][108].
  - 28–30 czerwca (rejon: Bytom, Gliwice, Mikołów, Piekary Śląskie, Ruda Śląska, Rybnik, Tarnowskie Góry, Zabrze)[109][110][111].
  - 5–7 lipca (rejon: Kraków i okolice, Bochnia, Podhale, Dobczyce, Krynica-Zdrój, Krzeszowice, Limanowa, Miechów, Myślenice, Niepołomice, Nowy Sącz, Skawina, Wieliczka)[112]; ponad 3730 obecnych, 23 osoby zostały ochrzczone[113][114][115][116][117].
  - 12–14 lipca (rejon: Bielsko-Biała, Andrychów, Bukowno, Chrzanów, Cieszyn, Jaworzno, Kęty, Olkusz, Ostrężnica, Oświęcim, Skoczów, Trzebinia, Ustroń, Wadowice, Wisła, Wolbrom, Żywiec)[118].
  - 19–21 lipca (rejon: Katowice, Będzin, Czeladź, Chorzów, Jastrzębie-Zdrój, Racibórz, Siemianowice Śl., Siewierz, Tychy, Wodzisław Śląski, Żory), ponad 5000 obecnych[119][120]. Ponad 1500 wolontariuszy pomagało w przebiegu kongresu[121].
  - 26–28 lipca (rejon: Częstochowa, Dąbrowa Górnicza, Mysłowice, Pajęczno, Radomsko, Sosnowiec, Zawiercie)[122].
  - 2–4 sierpnia (program w języku rosyjskim; rejon: południowa i zachodnia część Polski)[123].
  - 9–11 sierpnia (program w języku ukraińskim; rejon: południowa część Polski)[124][125].

- Szczecin, Netto Arena: 21–23 czerwca[126]. 5086 obecnych, ochrzczono ponad 20 osób[127].

- Toruń, Arena Toruń: 12–14 lipca[128][129][130]. Prawie 5000 obecnych i niemal 40 osób ochrzczono[131][132].

- Warszawa, Sala Zgromadzeń Świadków Jehowy:
  - 31 maja–2 czerwca (program w języku angielskim; prawie 800 obecnych z całego kraju).
  - 19–21 lipca (program w polskim języku migowym).
  - 26–28 lipca (rejon z Warszawy: Ursus, Młociny, Wola, Włochy oraz Błonie, Ożarów, Piastów).
  - 9–11 sierpnia (program w języku rosyjskim).
  - 16–18 sierpnia (program w języku ukraińskim).

- Warszawa, Hala Torwar:
  - 2–4 sierpnia[133].
  - 9–11 sierpnia[134].

Z warszawskich kongresów w języku polskim skorzystało 9930 osób, 45 zostało ochrzczonych.
- Wrocław, Tarczyński Arena: 5–7 lipca[135][136], ponad 8080 obecnych, 54 osoby zostały ochrzczone[137][138].

- Zgorzelec, PGE Turów Arena: 21–23 czerwca[139][140]. Uczestniczyły w nich zbory ze Zgorzelca, Jeleniej Góry, Bolesławca, Lubania i okolic[141]. Prawie 3 tysiące obecnych[142][143], 17 osób zostało ochrzczonych[144].

- Zielona Góra, Hala MOSiR: 12–14 lipca[145][146][147]. 3740 obecnych, 17 osób przyjęło chrzest[148][149][150].

### Rwanda
16 sierpnia na kongresie regionalnym w Kigali, Jeffrey Winder z Ciała Kierowniczego ogłosił wydanie zrewidowanej wersji Pisma Świętego w Przekładzie Nowego Świata w języku rwandyjskim. Na kongresie było obecnych 9908 osób. Dodatkowo w dwóch innych obiektach kongresowych programu wysłuchało 1141 osób.

### Sri Lanka
16 sierpnia na kongresie regionalnym w Kolombo, David Splane z Ciała Kierowniczego ogłosił wydanie zrewidowanej wersji Pisma Świętego w Przekładzie Nowego Świata w języku syngaleskim. Na tym kongresie obecne były 4273 osoby, dodatkowo z programu skorzystało 1045 obecnych na kongresie w Chilaw.

### Uganda
6 września podczas kongresu regionalnego w Hoima, Frederick Nyende z Komitetu Oddziału w Ugandzie ogłosił wydanie Biblii — Ewangelii według Mateusza, Marka, Łukasza i Jana w języku rutoro. Zanotowano liczbę 928 obecnych.
13 września na kongresie regionalnym w Bwera, Moses Oundo z Komitetu Oddziału w Ugandzie ogłosił wydanie Biblii — Ewangelii według Mateusza, Marka, Łukasza i Jana w języku konzo. Obecnych było z 925 osób.

### Włochy
1 września na kongresie regionalnym w Sali Zgromadzeń w Rzymie, Massimiliano Bricconi z Komitetu Oddziału we Włoszech ogłosił wydanie całego Pisma Świętego w Przekładzie Nowego Świata we włoskim języku migowym. To pierwsze wydanie kompletnej Biblii w tym języku. W kongresie uczestniczyły 854 osoby.

### Wyspy Salomona
Na Wyspach Salomona w 2024 roku zorganizowano 8 kongresów, w stołecznej Honiarze i w siedmiu innych miejscach.

### Zambia
19 lipca na kongresie regionalnym, który się odbył na stadionie Levy Mwanawasa w mieście Ndola, Gage Fleegle z Ciała Kierowniczego ogłosił wydanie zrewidowanego Przekładu Nowego Świata w języku bemba. Liczba obecnych wyniosła 23 336, a dodatkowo 5920 zgromadzonych w pięciu innych obiektach kongresowych wysłuchało tego ogłoszenia za pośrednictwem wideokonferencji.

### Zimbabwe
W Zimbabwe zorganizowano zgromadzenia w weekend od 7 do 9 czerwca; organizatorzy spodziewali się w całym kraju około 84 000 obecnych.
9 sierpnia podczas kongresu regionalnego w zimbabweńskim języku migowym, Energy Matanda z Komitetu Oddziału w Zimbabwe ogłosił wydanie Chrześcijańskich Pism Greckich w Przekładzie Nowego Świata w zimbabweńskim języku migowym; na zgromadzeniu tym było 405 osób.

## Niektóre punkty programu
- Materiał filmowy: Dobra nowina według Jezusa. Odcinek 1: Prawdziwe światło świata (dwie części)[152][153]

- Słuchowisko: „Czas czekania się skończył” (Objawienie 10:6)[154].

- Publiczny wykład biblijny: Dlaczego nie boimy się złych wiadomości?[1] (Psalm 112:1-10)[155].

Przygotowano ponad 50 przemówień, wywiadów i materiałów filmowych.
W piątek program oparto na drugim rozdziale z Ewangelii według Łukasza: „Dobra nowina, która przyniesie wielką radość całemu ludowi”. Podano biblijne dowody na to, że dobra nowina o Jezusie zawarta w Ewangeliach stanowi dokładny opis jego życia. Skierowano uwagę na korzyści z tych relacji biblijnych.
Program w sobotę został oparty na Psalmie 96:2: „Dzień po dniu głoście dobrą nowinę o wybawieniu, które On zapewnia”. Program zwrócił uwagę na to co przepowiedziano o narodzinach i o dzieciństwie Jezusa i jak się to spełniło.
Program w niedzielę został oparty na Ewangelii według Mateusza 24:14: „A potem nadejdzie koniec”. Przedstawiono wykład publiczny „Dlaczego nie boimy się złych wiadomości”. Wyjaśnił on jak już dziś możemy radzić sobie z natłokiem negatywnych informacji, które codziennie do nas napływają, zachowywać pozytywne nastawienie oraz z optymizmem patrzeć w przyszłość. Program niedzielny składał się również z audiowizualnego słuchowiska, który opierając się na biblijnej Księdze Objawienia, wyjaśniło rolę Jezusa Chrystusa w spełnianiu dobrej nowiny.
Program miał na celu pomóc lepiej zrozumieć Ewangelie, wzmocnić wiarę w dobrą nowinę i zachęcić do dzielenia się nią z bliźnimi.
Na kongresie miała miejsce premiera 18-odcinkowego filmu Dobra nowina według Jezusa.

## Kampania informacyjna
Kongresy poprzedziła trzytygodniowa ogólnoświatowa kampania informacyjna – kolejna tego rodzaju, polegająca na rozpowszechnianiu specjalnych zaproszeń na kongresy zorganizowane w ponad 200 krajach. Wstęp na kongresy był wolny, również bez zaproszeń.